# Сплюшка суматранська
Сплюшка суматранська (Otus rufescens) — вид совоподібних птахів родини совових (Strigidae). Мешкає в Південно-Східній Азії.

## Опис
Довжина птаха становить 15-18 см, вага 70-83 г. У представників світлої морфи верхня частина тіла рудувато-коричнева, поцяткована яскравими червоно-жовтими плямами. Нижня сторона тіла охриста або тьмяно-жовтувата, легко поцяткована темними плямами. У представників темної морфи верхня частина тіла коричнева. Очі каштанові або бурштиново-карі, дзьоб жовтувато-білий, на голові помітні пір'яні "вуха". Лапи відносно довгі, оперені майже до основи жовтуватих пальців. Голос — високі, пронизливі крики, що повторюються з інтервалом у 10 секунд.

## Підвиди
Виділяють два підвиди:
- O. r. malayensis Hachisuka, 1934 — Малайський півострів;
- O. r. rufescens (Horsfield, 1821) — острови Суматра, Банка, Ява і Калімантан.

## Поширення і екологія
Суматранські сплюшки мешкають в Таїланді, Малайзії, Індонезії і Брунеї. Вони живуть у вологих рівнинних тропічних лісах, на висоті до 600 м над рівнем моря, місцями на висоті до 1000 м над рівнем моря. Живляться комахами, зокрема кониками, а також крабами. Сезон розмноження триває з лютого по березень.

## Збереження
МСОП класифікує стан збереження цього виду як близький до загрозливого. Суматранські сплюшки є досить рідкісними птахами, яким загрожує знищення природного середовища.